# Ken Strong
Elmer Kenneth Strong Jr. (West Haven, 21 aprile 1906 – New York, 5 ottobre 1979) è stato un giocatore di football americano statunitense che ha giocato nel ruolo di halfback per nella National Football League (NFL) e nella seconda incarcazione della American Football League tra il 1929 e il 1947. È stato inserito nella Pro Football Hall of Fame nel 1967.

## Carriera professionistica
Dopo una carriera al college dove fu premiato più volte come All-American alla New York University, Strong passò a giocare a football professionalmente. Nel ruolo di halfback giocò 14 stagioni nel 1929–1937, nel 1939, poi prestò servizio nella seconda guerra mondiale, facendo ritorno per l'ultimo periodo tra il 1944 e il 1947. Ken giocò per gli Staten Island Stapletons e i New York Giants, entrambe nella National Football League, vincendo il titolo nel 1934 coi Giants, e per i New York Yankees della seconda versione della American Football League.
Fu il primo giocatore nella storia della NFL a tentare una giocata e a segnare dopo un fair catch kick, il 26 novembre 1933, nella vittoria in casa contro i Green Bay Packers. Quel calcio da 30 yard fu anche il più corto fair catch kick nella storia della NFL. Solo quattro giocatori, incluso Strong, sono riusciti a compiere questa impresa nella NFL.

## Vittorie e premi
- Campione NFL (1934)
- (5) All-Pro (1929, 1930, 1931, 1933, 1934)
- Formazione ideale della NFL degli anni 1930
- Numero 50 ritirato dai Giants
- Pro Football Hall of Fame (classe del 1967)
- College Football Hall of Fame

## Statistiche
| Gare giocate           | 131 |
| Touchdown su corsa     | 24  |
| Touchdown su ricezione | 7   |